# Befriet land
Befriet land (russisk: Освобождённая земля) er en sovjetisk film fra 1946 af Aleksandr Medvedkin.

## Medvirkende
- Vasilij Vanin som Muljuk
- Emma Tsesarskaja som Nadezjda Prituljak
- Sergej Kalinin som Kovrygin
- Aleksandr Khvylja som Kostenko
- Aleksandr Denisov som Foma